# Колчин, Василий Артёмович
Василий Артёмович Колчин (18 февраля 1918, Ключевский район, Алтайский край — 13 декабря 1998, Москва) — советский и российский конструктор баянов, играя на которых, советские, российские и украинские исполнители-баянисты получили признание во всем мире.

## Биография
Василий Артёмович Колчин родился 18 февраля 1918 г. в селе Озерное, Ключевского района Алтайского края.
С 1937 по 1939 гг. В. А. Колчин работал мастером в музыкальной мастерской по ремонту гармоней и баянов от фабрики им. РККА.
В 1940 г. — мастер по ремонту инструментов, в 1941—1946 гг. — механик Московской баянной фабрики им. Советской Армии.
В 1946—1953 гг. — мастер экспериментальной мастерской музыкальных инструментов при Комитете по делам искусств.
С 1953 г. — мастер, с 1960 г. — ведущий конструктор, а в период 1970—1989 гг. — мастер язычковых музыкальных инструментов по изготовлению особых заказов Московской экспериментальной фабрики музыкальных инструментов.
Ушел из жизни 13 декабря 1998 г. в Москве.

## Автор моделей баянов
- готовый баян (1946—1953 гг.; 61 клавиша на правой, 120 — на левой клавиатуре),
- концертный трёхголосный готово-выборный баян (1958 г.; 61 клавиша на правой, 120 — на левой клавиатуре, 7 регистров на правой клавиатуре, 52 клавиши на левой выборной клавиатуре),
- готовый четырёхголосный на правой и пятиголосный на левой клавиатуре баян (1958 г.; 52 клавиши на правой, 120 — на левой клавиатуре, 15 регистров на правой и 6-на левой клавиатуре),
- готово-выборный многотембровый баян «Россия» (первый вариант, 1960 г.; правая клавиатура трёхрядная, 61 клавиша — от соль большой октавы до соль четвёртой, четырёхголосная, с 12 регистрами; левая 120 клавиш; готовая клавиатура четырёхголосная, выборная — двухголосная с диапазоном 58 клавиш; на таком баяне играл Ю. А. Вострелов),
- готово-выборный многотембровый баян «Россия» (второй вариант, 1962; отличие от первого варианта — правая клавиатура пятирядная, 64 звука с 15 регистрами; диапазон левой готовой клавиатуры — 132 клавиши, выборной — 58; на таком баяне играл И. Я. Паницкий),
- готово-выборный многотембровый баян «Россия» (третий вариант, 1963 г.; правая клавиатура четырёхрядная, 64 клавиши, четырёхголосная, с 12 регистрами и 2 дублирующими регистрами на корпусе для нажима подбородком, звуковой диапазон — от ми контроктавы до соль 4-й октавы; левая клавиатура с одним регистром-переключателем; диапазон готовой клавиатуры −120 клавиш, выборной — 58 — от ми контроктавы до до- диез 3-й октавы; на таком баяне играл В. Хаперский),
- баян «Россия-универсал» (1964 г.; правая клавиатура трёхрядная, 61 клавиша, четырёхголосная, с 12 регистрами; левая готово-выборная, с 6 регистрами, не считая переключателя; диапазон готовой четырёхголосной клавиатуры — 120 клавиш, выборной двухголосной — 58; на таком баяне играл А. А. Сурков),
- концертный баян «Аппассионата» (1970 г.; правая клавиатура — пятирядная, 64 звука, четырёхголосная, с 15 регистрами, которые дублируются на корпусе для нажима подбородком; левая, готовая четырёхголосная клавиатура имеет 132 клавиши, выборная двухголосная — 64; регистр-переключатель с готовой клавиатуры на выборную дублируется на сетке; на таком баяне играли В. В. Бесфамильнов, В. Хаперский, А. И. Сенин, В. К. Петров, B. Moris).

## Признание
Удостоен «Серебряного диска» Российской академии музыки им. Гнесиных и Международного фестиваля «Баян и баянисты» (Москва, 1998 г.).